# 2017 SX17
2017 SX17 — астероид, сближающийся с Землёй.
Последнее сближение с Землёй произошло 02 октября 2017 года в 10:20 UTC, расстояние 87 065 км, скорость 26 310 км/ч.
Диаметр астероида — 8 метров.

## Сближения
| дата             | а. е.    | расстояний до Луны | небесное тело |
| ---------------- | -------- | ------------------ | ------------- |
| 15.02.1968 19:42 | 0,034212 | 13,3               | Земля         |
| 29.09.1994 9:11  | 0,033873 | 13,2               | Земля         |
| 01.10.2017 22:29 | 0,001737 | 0,68               | Луна          |
| 02.10.2017 10:20 | 0,000582 | 0,23               | Земля         |
| 18.02.2072 8:51  | 0,041615 | 16,2               | Земля         |
| 01.10.2124 4:36  | 0,024275 | 9,46               | Земля         |